# Culsans
 (avril 2010).
Si vous disposez d'ouvrages ou d'articles de référence ou si vous connaissez des sites web de qualité traitant du thème abordé ici, merci de compléter l'article en donnant les références utiles à sa vérifiabilité et en les liant à la section « Notes et références ».
Culsans, dans la mythologie étrusque,  est le dieu de la conception et des portes ouvertes. Il peut être conçu comme l'équivalent du Janus latin : comme lui il a deux visages, l'un tourné vers l'avant, l'autre vers l'arrière.